# Consejo Nacional de Televisión de Chile
El Consejo Nacional de Televisión (más conocido por su sigla CNTV) es un organismo del Estado de Chile cuya función es controlar el correcto funcionamiento de los servicios de televisión.
Fue creado por la ley N.º 17.377 del 24 de octubre de 1970. La constitución chilena consagra su existencia, designando su composición, organización y demás funciones y atribuciones en la ley N.º 18.838 de 1989, modificada por la ley N.º 19.131 de 1992. Desde el 2000, ha participado en la organización de los contenidos de CNTV Infantil, canal educativo de televisión por cable.

## Composición

### 1970-1989

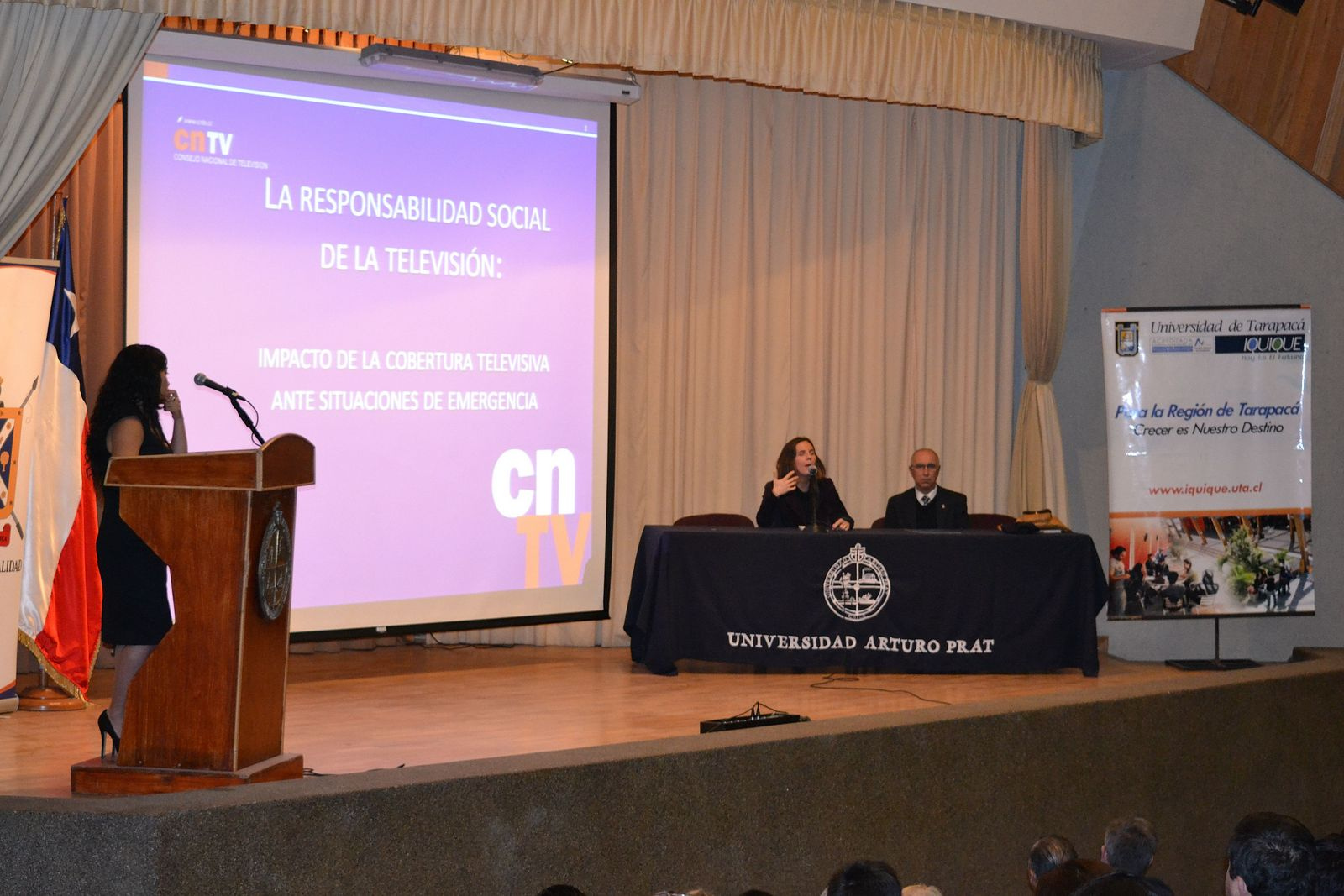
Foro del Consejo realizado en Iquique.

Desde la promulgación de la primera ley de Televisión en 1970, el Consejo estaba compuesto por:
- El ministro de Educación Pública, que actuaba como presidente del Consejo.
- Un representante del presidente de la República, de su libre elección.
- Tres representantes, que no fueran parlamentarios, elegidos por el Senado en una misma votación en que cada parlamentario tenía sólo un voto y en la que resultaban elegidas las personas que hayan obtenido las tres más altas mayorías.
- Tres representantes, que no fueran parlamentarios, elegidos por la Cámara de Diputados en la misma forma señalada en el punto anterior.
- Dos representantes de la Corte Suprema, designados por ésta.
- El rector de la Universidad de Chile.
- El rector de la Universidad Católica de Chile.
- El rector de la Universidad Católica de Valparaíso.
- El presidente del Directorio de Televisión Nacional de Chile (TVN).
- Un representante de los trabajadores de Televisión Nacional de Chile y otro de los trabajadores de los tres canales universitarios existentes (Canal 9, Canal 13 y UCV Televisión).

Su sesión de instalación se realizó el 22 de enero de 1971, y al momento de su constitución los integrantes eran: Mario Astorga, ministro de Educación; Víctor Barberis, representante del presidente de la República; Eduardo Palma, Raúl Rettig, Sergio Onofre Jarpa, Rolando Molina, Enrique Krauss y José Miguel Varas como representantes de la Cámara de Diputados y el Senado; José María Eyzaguirre y Eduardo Ortiz como representantes de la Corte Suprema; Raúl Allard, Enrique D'Etigny y Fernando Molina, representantes de los rectores de las universidades Católica de Valparaíso, de Chile y Católica de Chile, respectivamente; Augusto Olivares, director ejecutivo de TVN; y René Schneider Arce, representante de los trabajadores de televisión.
El Decreto Ley N.° 113 del 29 de octubre de 1973 modificó la composición del Consejo, eliminando los representantes del Senado y la Cámara de Diputados (debido a la disolución del Congreso Nacional tras el golpe de Estado del 11 de septiembre) y los representantes de los trabajadores de TVN y los canales universitarios.

### 1989-1992
La ley N.° 18.838 del 30 de septiembre de 1989, estableció que el Consejo está compuesto por:
- El presidente del Consejo, designado por el presidente de la República con acuerdo del Senado.
- Un representante del presidente de la República, de su libre elección.
- Un representante de la Corte Suprema, designado por ésta, y que se hubiere desempeñado como ministro del tribunal o abogado integrante del mismo.
- Dos representantes de los comandantes en jefe de las Fuerzas Armadas y del general director de Carabineros.
- Dos representantes de las universidades chilenas, designados por sus rectores. No podrían participar en la designación de consejeros los rectores de aquellas universidades que, directa o indirectamente, fueran concesionarias de servicios de televisión.

### 1992 a la fecha
Actualmente, tras las reformas introducidas por la ley N.° 19.131 de 1992, el Consejo se compone de once consejeros. Uno de estos, su presidente, es de libre designación del presidente de la República y permanece en el cargo hasta 30 días después del cese en el cargo del primer mandatario que lo nombró.
Los otros diez consejeros son designados por el presidente de la República con acuerdo del Senado. De la misma manera, la ley exige al presidente del Consejo una idoneidad que garantice el debido pluralismo en el funcionamiento.
Duran ocho años en el cargo y se renuevan por mitades cada cuatro años.
El Consejo tiene un vicepresidente y un secretario general, que son elegidos o removidos con el voto conforme de siete consejeros en ejercicio. El primero subroga al presidente en caso de ausencia o impedimento de éste y el segundo es el ministro de fe de las actuaciones del Consejo.

## Consejo actual
| Nombre del consejero                   | Cargo              | Inicio | Final                       |
| -------------------------------------- | ------------------ | ------ | --------------------------- |
| Mauricio Muñoz Gutiérrez               | Presidente         |        |                             |
| Gastón Gómez Bernales                  | Vicepresidente     | 2011   | 2019 (extendido hasta 2027) |
| Beatrice Ávalos Davidson               | Consejera          | 2022   | 2030                        |
| Andrés Egaña Respaldiza                | Consejero          | 2011   | 2019 (extendido hasta 2027) |
| Francisco Cruz Fuenzalida              | Consejero          | 2022   | 2030                        |
| María de los Ángeles Covarrubias Claro | Consejera          | 2011   | 2019 (extendido hasta 2027) |
| Bernardita del Solar Vera              | Consejera          | 2022   | 2030                        |
| Daniela Catrileo Cordero               | Consejera          | 2022   | 2030                        |
| Carolina Dell’Oro Crespo               | Consejera          | 2018   | 2022 (extendido hasta 2030) |
| Agustin Montt Rettig                   | Secretario general |        |                             |
| María Constanza Tobar Castro           | Consejera          | 2018   | 2027                        |

## Presidentes
| Retrato | Titular                     | Partido               | Partido | Inicio                   | Final                                                 | Presidente de la República                               |
| ------- | --------------------------- | --------------------- | ------- | ------------------------ | ----------------------------------------------------- | -------------------------------------------------------- |
|         | Alfonso Márquez de la Plata |                       | Ind.    | 30 de septiembre de 1989 | 20 de abril de 1992                                   | Augusto Pinochet (1989-1990) Patricio Aylwin (1990-1992) |
|         | José Joaquín Brunner        |                       | PPD     | 20 de abril de 1992      | 20 de septiembre de 1994                              | Patricio Aylwin (1992-1994) Eduardo Frei (1994)          |
|         | Pilar Armanet Armanet       | 10 de octubre de 1994 | PPD     | 12 de abril de 2000      | Eduardo Frei (1994) Ricardo Lagos (2000)              |                                                          |
|         | Bernardo Donoso Riveros     |                       | PDC     | 12 de abril de 2000      | 7 de mayo de 2001                                     | Ricardo Lagos                                            |
|         | Patricia Politzer Kerekes   |                       | Ind.    | 7 de mayo de 2001        | 27 de marzo de 2006                                   | Ricardo Lagos (2001-2006) Michelle Bachelet (2006)       |
|         | Belisario Velasco Baraona   |                       | PDC     | 19 de junio de 2006      | 13 de julio de 2006                                   | Michelle Bachelet                                        |
|         | Jorge Navarrete Martínez    | 31 de agosto de 2006  | PDC     | 17 de diciembre de 2010  | Michelle Bachelet (2006-2010) Sebastián Piñera (2010) |                                                          |
|         | Herman Chadwick Piñera      |                       | UDI     | 17 de diciembre de 2010  | 8 de septiembre de 2014                               | Sebastián Piñera (2010-2014) Michelle Bachelet (2014)    |
|         | Óscar Reyes Peña            |                       | PDC     | 8 de septiembre de 2014  | 11 de abril de 2018                                   | Michelle Bachelet (2014-2018) Sebastián Piñera (2018)    |
|         | Catalina Parot Donoso       |                       | Evópoli | 12 de abril de 2018      | 14 de enero de 2021                                   | Sebastián Piñera (2018-2021)                             |
|         | Carolina Cuevas Merino      |                       | RN      | 21 de enero de 2021      | 11 de abril de 2022                                   | Sebastián Piñera (2021-2022) Gabriel Boric (2022)        |
|         | Faride Zerán Chelech        |                       | Ind.    | 11 de abril de 2022      | 31 de marzo de 2023                                   | Gabriel Boric                                            |
|         | Mauricio Muñoz Gutiérrez    |                       | PS      | 1 de abril de 2023       | En el cargo                                           | Gabriel Boric                                            |